# باركا (إسبانيا)
باركا هي بلدية تقع في مقاطعة سوريا، في منطقة قشتالة وليون، في إسبانيا. يبلغ عدد سكانها 112 نسمة وذلك حسب إحصاء السكان سنة 2010.